# Précy
Précy ist eine französische Gemeinde mit 354 Einwohnern (Stand: 1. Januar 2022) im Département Cher in der Region Centre-Val de Loire. Sie gehört zum Arrondissement Bourges und zum Gemeindeverband Communauté de communes Berry-Loire-Vauvise. Die Einwohner werden Précisiois genannt.

## Geografie
Précy liegt im Berry etwa 38 Kilometer östlich von Bourges am Flüsschen Liseron. Umgeben wird Précy von den Nachbargemeinden Jussy-le-Chaudrier im Norden und Osten, Beffes im Osten, Marseilles-lès-Aubigny im Südosten, Menetou-Couture im Süden sowie Garigny im Westen.

## Bevölkerungsentwicklung
| Jahr                       | 1962 | 1968 | 1975 | 1982 | 1990 | 1999 | 2009 | 2019 |
| Einwohner                  | 424  | 372  | 285  | 262  | 301  | 312  | 332  | 348  |
| Quellen: Cassini und INSEE |      |      |      |      |      |      |      |      |

## Sehenswürdigkeiten

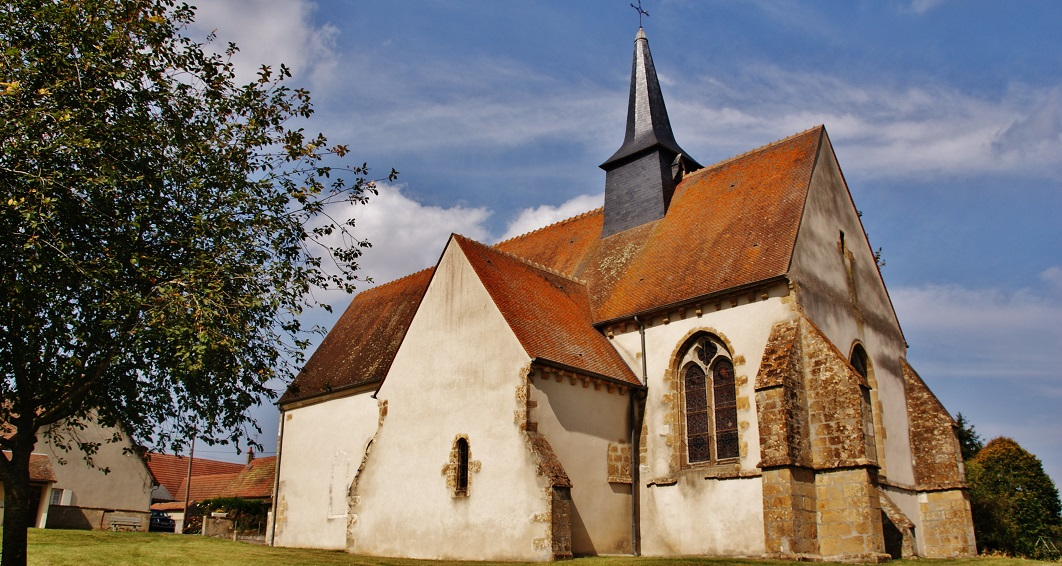
Kirche Saint-Louis

- Kirche Saint-Louis